# F-15 игл
Ф-15 игл ("орао" - енгл. F-15 Eagle) је амерички ловачки авион, намењен за пресретање циљева и борбу за превласт у ваздушном простору, при свим временским условима, дању и ноћу. F-15 је развијен и произведен у компанији Макдонел Даглас/Боинг, за потребе Америчког ратног ваздухопловства, а први лет је имао 1972. године. После одређених модификација, уведен је у оперативну употребу 1976. године.
F-15 је сматран једним од најбољих ловачких авиона у дужем временском периоду, једино је над њим, показао супериорност савременији ловац F-22 Раптор. Колико је Орао добар, тврде корисници да у периоду 31 године његове оперативне употребе, није ни један изгубљен у борби ваздух-ваздух, док су они срушили 104 непријатељска ваздухоплова. Преко половине тих обарања су постигли пилоти Израелског ратног ваздухопловства. Америчко ратно ваздухопловство га, упркос доласку надмоћнијег Раптора, планира задржати у оперативној употреби до 2025. године.
F-15 орао је уведен у оперативну употребу после авиона F-4 Фантом, а њега постепено замењује F-22 Раптор. Уведен је у оперативну употребу у америчко, израелско, јапанско, сингапурско и у ратна ваздухопловства Саудијске Арабије и Јужне Кореје.

## Историја и развој

### F-X програм
Историја F-15 почиње са F-X студијом („Експериментални ловац“), задатом од Америчког ратног ваздухопловства, 1965. године, из које су произашли „тактичко технички захтеви“. Циљ студије је био да се сагледа дефиниција одговарајућег авиона, који ће да замени F-4 фантом. Амерички ваздухопловни произвођачи, 1966. године, били су позвани да поднесу предлоге пројекта за авион за тактичку подршку, по првој дефиницији намене, за двојну намену ваздух-ваздух и ваздух-земља. Претпостављен је авион са масом од око 27 тона и са максималним Маховим бројем лета, од око 2,7. Укупно је осам компанија поднело преко 500 предлога пројекта и техничко економских анализа. Пошто су захтеви били обухватили задатке са веома различитим специфичностима, већина предлога је гравитирало концепту авиона са променљивим углом стреле крила. После техничких проблема са тим концептом, испољеним при испитивању F-111, ваздухопловство није желело понављати исти ризик, на новом авиону.
Средином шездесетих година прошлог века, америчка обавјештајна агенција сазнала је да Совјетски Савез развија нови пресретач, касније познат као МиГ-25. Запад је претпостављао да тај нови авион има улогу пресретача који може постићи велике брзине, али да му је могућност маневрисања мала. Међутим, када се сазнало да МиГ-25 има одличне маневарске способности, уз све остале, запад је желео задржати престиж са својим новим авионом, по сваку цену.
Тренутно је тада био једини авион F-4 фантом, који се супростављао совјетским ловцима. Он је већ био временски и технолошки превазиђен и са испољеним концепцијским недостацима. Није имао довољно велики радијус дејства и аутономију лета, а посебно му је био недостатак занемарена улоге топова у блиској борби, са искључивим давањем те улоге само ракетама, кратког домета. Са тиме је показао већ велику слабост, при одмеравању борбених карактеристика, у односу и на МиГ-21. Било је јасно, да западу треба нови авион који им може задржати предност у трци у ваздухопловној моћи, у односу на совјетске ловце. У другом захтеву, фебруара 1968. године, ваздухопловство је променило дефиницију авиона. Тражили су да авион првенствено буде способан за успостављање супериорности у ваздушном простору, дакле за разлику од првог захтева, нови нису предвиђали никакве могућности за дејство ваздух-земља. Инсистирало се на отклањању свих заблуда испољених на F-4 Фантому у наоружању, долету, навигацији и у максималној брзини. Због авиона МиГ-25, инсистирало се на великој максималну брзини (еквивалента Маховог броја 2,5). Разлог је био да се постигне велика енергије маневрисања, а са смањењем оптерећење крила да се побољша управљивост. Остали захтеви су били везани за лако одржавање, за добру видљивост пилота. Предвиђено је да полетна маса буде мања од 18 тона и однос масе и потиска више од 0,97.
Поново су позвани сви већи амерички произвођачи авиона, да конкуришу за програм са коригованим захтевима. За разлику од многих других набавки пројеката америчких оружаних снага, овде се нису тражили конкуренски прототипови, који би се такмичили једни против других, за коначан избор. Уместо тога, понуђене пројекте, анализирала је НАСА и предложила је избор. Овај поступак је изабран, јер је погрешно процењено, да је МиГ-25 већ у масовној серијској производњи, па се журило. На предлог те еминентне институције, 13. децембра 1969. године, изабран је концепт, а за носиоца његовог развоја и производње Макдонел Даглас. Паралелно је разматрана и могућност покривања потреба и за Америчку ратну морнарицу. Из тога разматрања је касније произашао авион F-14 томкет.
За нови копнени авион разрађена је концепција једноседа, са два мотора, са уграђеним топом, са довољним долетом за европско ратиште, без пуњења горива у лету и са максималном брзином, еквивалента Маховом броју од 2,5.

### Испитивање и формирање серијских стандарда
Први уговор, са фирмом Макдонел Даглас, односио се на испоруку:
- Десет једноседа F-15А, који су се неформално звали YF-15А.
- Два двоседа TF-15A.
- Осам „комплетног развоја серијског стандарда“ једноседа F-15А.

Првих десет F-15А су називани авиони „категорије I“, а следећих осам јадноседа F-15А, називани су као авиони „категорије II“.
У фирми Макдонел Даглас, пројектни тим за F-15 водио је Џорџ Граф (енгл. George Graff). Руководилац целог програма, био је Дон Малверн (енгл. Don Malvern), такође ветеран са рада на програму F-4 Фантом.
Развој је подржан са изградњом три физичка модела-летелице, у размери 3:8, практично су то биле беспилотне летелице. Биле су верне, умањене, верзије авиона и испитане су у лету у функцији развоја авиона, у циљу смањења ризика за успех. Испитивање је извршено у ваздухопловној бази Едвардс у Калифорнији, у одговорности НАСА. Добијени су веома драгоцени подаци о лету и као такво, испитивање се сматра као изузетно корисно и исплативо.
Први авион прототип F-15А из категорије I полетео је 27. јула 1972. године, са главним пробним пилотом Ирвингом Бароузом (енгл. Irving Burrows), а лет је успешно реализован. Први лет првог авиона двоседа обављен је 7. јула 1973. године.
Први авион је обојен у светло наранџасту боју, ради лакшег визуелног праћења. Тек други F-15А је обојен са патриотском бојом црвено, бело и плава, јер је припремљен за светску демонстрацију и презентацију. Поред детаљних испитивања у лету, већ 1976. године, F-15А је послат на светску промотивну турнеју, која је обухватила и импресиван приказ у Фарнбороу у Уједињеном Краљевству.
Серијска производња F-15, почела је са 30 примерака предсерије, 1. марта 1973. године, што је довело до почетне испоруке у септембру 1974. године и званичног увођења у оперативну употребу у јануару 1976. године. Званично му је дато име авиону „игл“ (орао).
У априлу 1974. године, ваздухопловство је тражило модификацију 17-тог авиона у F-15А Страјк Игл конфигурацију, са скидањем масе, па чак и боје. Тај авион је коришћен за обарање више светских рекорда у брзини пењања.
Укупно је произведено 355 примерака F-15А, као и 57 двоседа F-15B, за америчку војску. Такође су обе верзије произвођене и за инострана ваздухопловства (погледај поглавље производња и поглавље корисници).
Једносед F-15C и двосед F-15D, ушли су у серијску производњу 1978. године, са првим летовима њихових челних примерака у фебруару и јуну, исте године. Ове варијанте, заснивају се на пакету побољшања (модификација), под ознаком PEP 2000, укључујући и 900 kg додатног унутрашњег горива, оспособљене су и за ношење три спољна конфорна (приљубљена) резервоара за гориво, са чиме је повећана максимална полетна маса до 30 700 kg. Интегрисан је радар APG-63, са процесором на коме се могу програмирати сигнали (PSP), тако да се исти може репрограмирати и за ново наоружање, у току употребе авиона. Унапређени радар APG-63 је био тада први такав радар који се користио у свету. Остала побољшања на стандардима „C“ и „D“, су ојачања стајних органа за слетање, нови дигитални централни рачунар, додат је систем упозорења за преоптерећење, који омогућава пилоту да маневрише са нормалним убрзањем до 9 g, са упозорењем на постигнуту границу.
F-15, са модификацијама вишестепенастог побољшања, на основу пакета (MSIP) је започет у фебруару 1983. године, на авиону F-15C у 1985. Побољшања укључују надградњу у централном рачунару, програм за управљање са наоружањем, што омогућава употребу напредних верзија ракета AIM-7, AIM-9 и AIM-120A и проширење тактичке употребе система за електронско ратовање, што пружа побољшани радарски пријемник ALR-56C и сет за против електронске мере ALQ-135. На та 43 F-15C су побољшане могућности Хјузовог радара APG-70, који је развијен за F-15Е.
Макдонел Даглас и Хјуз авиони су заједно донели интерну одлуку, 1979. године, да модернизују F-15 у верзију од F-15A Стрејк Игл. Ова верзија је конкурисала варијанти ловца фирме Боинг од 1982. Међутим, изабрана је Боингова варијанта F-15E Страјк игл, за стандард серијске производње, у 1984. години.
Почев од 1985. године, F-15C и D варијанте, опремљене су са мотором P&W F100-220. На њему је дигитални регулатор гаса, што је убрзало одговор мотора у расту потиска, смањено је хабање, а и потрошња горива.
Ова побољшања укључују и накнадно опремање 178 F-15C, са AN/APG-63(V)3, са активним електронским скенирањем. Америчко ратно ваздухопловство је тада планирало да опреми F-15C и са кацигом, са приказивачем података на „визиру“.

## Опис
Игл има металну структуру трупа, полу-монокок конструкције, а на његов горњи део, конзолно је постављена главна рамењача крила. Постављене су по две хоризонталне и вертикалне стабилизујуће површине, изван контуре задњег дела трупа. Структура им је металне и композитне конструкције, са два саћаста дела од алуминијума / композита, са композитном оплатом. С тиме су остварене изузетно танке репне површине и крмила. Хоризонталне површине су целообртне (уједно је стабилизатор/крмило), постављене су раздвојено, бочно у односу на завршни део трупа. На „кичми“ задњег дела трупа, постављена је аеродинамичка кочница, а на централном и предњем делу стајни органи, типа трицикл. У две моторске гондоле, бочно постављене у односу на кичму трупа, уграђена су два мотора Парт енд Витни F100. Кабина пилота је постављена високо, на предњем делу трупа, са једноделним ветробраном и са великим поклопцем капљастог облика. На тај начин је обезбеђена добра видљивост пилота.
Структура авиона се састоји углавном од легура титанијума (26%) и алуминијума (37%), а делимично су коришћене сендвич конструкције. Челик је коришћен у малим количинама (5%), за окове мотора, крила, репних површина и стајних органа. Композитни материјали су у суштини коришћени у структури репа и ваздушних кочница. Већина површина је направљена од алуминијума, у делу око мотора примењено је доста легуре титанијума.
Мотори развијају, потисак до 2х 100,53 kN, са допунским сагоревањем. Уграђени су у правцу струјања ваздуха, тако да само око 30% њихове чеоне површине је видљиво. Улазни пресек уводника ваздуха је променљив са хидрауличком регулацијом, преко померања улошка клинастог облика. Подешавање улазног пресека, то јест протока ваздуха у уводнику, је у функцији Маховог броја, до његове вредности од 2.
Мотори су међусобно близу уграђени, тако да се са управљањем авиона може поништити асиметрија потиска, односно момент скретања, у случају да само један од њих ради. Између мотора је преградни штит од титанијума, који спречава оштећење другог мотора у случају поготка, пожара или експлозије првог. Поред тога, систем за гашење пожара залива оба мотора засебно. Предвиђено је да се мотори могу заменити у трајању до пола часа.
Добра покретљивост и маневар F-15, су првенствено последица малог специфичног оптерећења крила и великог односа потиска мотора и масе авиона. То му омогућује маневрисање без губитка брзине лета. F-15 постигне висину лета од 10.000 m, за око 60 секунди. Укупни потисак два мотора је већи од тежине авиона, тако да поседује могућност убрзавања и у вертикалном лету (пењању под 90 степени). Системи оружја, команди лета и других функција, међусобно су интегрисани и аутоматизовани, тако да је омогућено једном пилоту да ефикасно, сам извршава све потребне радње, при вођењу борбе ваздух-ваздух. Зато варијанта једноседа и сачињава највећи број авиона произведених у укупној серији F-15. Двоседи „B“ и „D“ су намењени за преобуку и обуку пилота. На варијанти F-15Е, друго седиште се користи за лице које управља са оружјем за дејство ваздух-земља и за навигацију.
Троструке су електричне команде лета, одговорне за ваљање, пропињање и скретање авиона. Сваки канал поседује двоструку равноправну резерву, али у случају да и то није довољно, при серијским кваровима, ауторитет преузима конвенционални хидраулички систем команди лета. Ова последња резервација поузданости, ради у случају да нису истовремено отказала два равноправна хидрауличка система и трећи помоћни.
Системе вишенаменске авионске опреме сачињавају горњи (нишански) показивач (HUD), напредни радар, инерцијални навигациони систем (INS), инструменти лета, ултра високе фреквентне комуникације (UHF), тактичка ваздухопловна навигација (TACAN) и систем за инструментално слетање (ILS). F-15 такође поседује, тактички систем за електронско ратовање, систем за идентификацију, питач „пријатељ или непријатељ“ (IFF), систем за електронске противмере и централни дигитални рачунар.
Кабина F-15 доминира са великим бројем аналогних инструмената лета, који контролишу параметре. Они временски више ангажују пилота, у односу на интегрисане приказиваче на савременијим авионима F-16 Фајтинг Фалкон и F/A-18 Хорнет. Постоје два показивача постављена изнад леве и десне стране, који приказују поред осталог, податке са радара и система за упозорење. Команде су подешене за стално држање леве руке пилота на ручици гаса мотора, а десне на палици команди лета, то је систем HOTAS (hands on throtle and stick). Нишански показивач (HUD), комбиновано приказује, све битне информације о параметрима лета, које је прикупио интегрисани систем, преко магистрале података. Овај показивач је видљив у свима условима светлости. Пружа информације неопходне пилоту да прати и уништи непријатељске авионе, без потребе да гледа појединачне инструменте у кабини, на инструменталној табли.
Вишенаменски пулсирајући доплер радар APG-63/70 уочава циљеве, који лете изнад и испод њега, без утицаја одраза земље. Он може да открије и прати авионе, као мете, са малим и великим брзинама лета, на удаљености изван визуелног опсега до 220 km, све до непосредне близине. Радар храни централни рачунар, са информацијама о циљевима, за ефикасну употребу оружја. Обезбеђена је способност захвата и уништавања циљева, на удаљености до 90 km са ракетама средњег домета AIM-120 AMRAAM. Радар аутоматски „забрављује“ праћење непријатељских авиона (циљева), а информације о њима се приказују на приказивачу HUD. Систем за електронско ратовање авиона F-15, обезбеђује информације о примећености свога авиона, од стране непријатеља и упозорава на претеће опасности и аутоматски укључује контрамере, за заштиту од истих. Овај систем упозоравања поседује радар AN/ALR-56. Упозорење на претње пројектила, из задње полусфере, на одговарајући начин обавља уређај AN/AAR-38.
F-15 носи више врста оружја за борбу ваздух-ваздух. Аутоматизовани систем наоружања омогућава пилоту да води борбу у ваздушном простору, против непријатељских авиона, безбедно и ефикасно, користећи HUD показивач, опрему за управљање са оружјем, команду „гаса“ и командну палицу. Када пилот мења избор употребе система и оружја, визуелни „водич“ за оружје аутоматски то симулира на показивачу.
Игл алтернативно, у комбинацијама може бити наоружан са четири различите врсте ракета ваздух-ваздух (види у табели ношења оружја, доле): AIM-7F/M Спероу или AIM-120 AMRAAM напредне ракете средњег домета, постављене испод трупа, AIM-9L/M Сајдвиндер или AIM-120, на два носача испод крила, и интерни топ M61A1 гатлинг, калибра од 20 mm, уграђен у корену десног крила.
С доње стране могу се монтирати и додатни спољни резервоари горива, профилисани за мали отпор, развијени су за варијанте F-15C и F-15D. Они су пројектовани да исте факторе оптерећења и брзине у оквиру анвелопе лета авиона, делимично деградирају перформансе због прираста отпора, али се не одбацују као класични подвесни. Сваки овај резервоар за гориво има запремину од 2 840 литара. Велика им је предност што не заузимају носаче за наоружање. Штавише лакше ракете, могу бити постављене на ове резервоаре. За преживљавање у случају непријатељског поготка, користи се систем са специјалном пеном, за гашење пожара. Резервоари горива су само-заптивајући и изграђени су од титана, пројектовани су за заштиту од пожара. Ове мере, на пример, обезбеђују преживљање и слетање F-15 и након експлозије горива, пример је када уништен део репа и део крила.
Двосед F-15E Страјк игл, има двоструку намену. Он је потпуно опремљен ловац, за све временске услове, ваздух-ваздух и за отежане мисије на непријатељској територији. Задња кабина је специјално опремљена са четири вишенаменска показивача за податке авиона и оружја, са системима управљања. Поседује систем за аутоматско праћење терена, који је интегрисан са електричним командама лета. Предвиђен је да лети на малој висини, са великом брзином продирања у непријатељску територију и за прецизан напад на тактичке циљеве, у свима временским условима, дању и ноћу. F-15E Страјк игл поседује радар високе резолуције APG-70 и контејнер LANTIRN за обезбеђење топлотне слике терена и окружења.
Радар APG-63(V)2 са активним електронским скенирањем, накнадно је уграђен на 18 америчких авиона F-15C. Овај радар је изузетно агилан, пружајући готово тренутне бројчане промене и побољшава способност вишенаменског праћење циља. APG-63(V)2 је компатибилан са постојећим оружјем које носи F-15C и омогућава пилотима да у потпуности искористе могућности ракета AIM-120 AMRAAM, истовремено их водећи више на неколико различитих и међусобно удаљених циљева, у простору.

### Варијанте

#### F-15A/B
Основна варијанта је F-15A, а F-15B је двосед, који се користи углавном за потребе преобуке и обуке. Он је потпуно у стању да се бори, али је он има 364 kg већу масу. Од 1972. до 1979. године, укупно је произведено 384 примерка F-15A и 61 авион F-15B.

#### F-15C/D
Чак и поред планиране набавке авиона F-15A/B од стране корисника, инжењери Макдонел Дагласа су развили пакет модификација за њега. Интерно, програм је назван „производња Игл, пакет 2000“. Први лет F-15C одржан је 27. фебруара 1979. године, а двоседа F-15D 19. јуна исте године. Нова варијанта, званично је уведена у оперативну употребу у јесен 1979. године.
Варијанта F-15C/D је велико унапређење у односу на F-15A/B. За двоседа F-15D је и даље задржана борбена способност, за преобуку и за обуку. Споља, на авион се могу поставити приљубљени резервоари за гориво, то је једина видљива спољна разлика. Ови резервоари су прилагођени спољној контури авиона и генеришу мањи отпор, а не заузимају линије наоружања. Сваки овај резервоар за гориво има запремину од 2 840 литара, а на њих се могу поставити лакше ракете. Унутрашњи капацитет горива је такође повећан, тако што је смештено више у ћелије у нападној и излазној ивици крила.
Уграђени су побољшани мотори F100-PW-220, који имају већи потисак за 5%, а нижу потрошњу горива. Пилотско избациво седиште ACES-II је ново и удобније, испоручено од фирме Макдонел Даглас. Радар је са новим процесором. Усавршене су команде лета, софтвер је ажуриран, са повећаном могућношћу маневрисања авиона. Маса је повећана за 272 kg, у односу на F-15A/B.
Од 1979. до 1985. године, укупно је произведено 482 F-15C и 93 авиона F-15Dизграђени и испоручени су наручиоцу.

#### F-15C/D са новим радаром
Средином 80-их година, прошлог века Америчко ратно ваздухопловство је тражило унапређење авиона F-15C/D,. Програм модернизације је назван „вишестепено побољшање“. Сличан такав програм је првобитно реализован за F-15A/B, али је прекинут, са проценом да није исплатив. У питању је уградња новог радара AN/APG-70. То је даљи развој AN/APG-63, са истом антеном. Перформансе обраде сигнала, знатно су побољшане и тако је било могуће укључити и допунске режиме рада. Са њим авион може користити нови тип ракете AIM-120 AMRAAM. Систем за електронско ратовање, такође је модернизован. Уграђена је побољшана верзија AN/ALQ-135, а поред радара упозорења AN/ALR-56C, додатно је уграђен и још један систем за електронско ратовање AN/ALQ-128, у простору гондоле носне ноге. Рачунарском систему је четири пута повећана меморија и три пута рачунарски капацитети. У кабини, интегрисан је нови вишенаменски показивач података.
Испитивање ове конфигурације F-15C/D, са новом опремом, почело је у децембру 1984. године, а по усвојеном стандарду лансиране су модификације авиона, у јуну 1985. године. У међувремену, сви су F-15C/D, америчког ваздухопловства модификовани, по овом стандарду.

#### F-15N Си игл
Си игл је био предлог морнаричке варијанте из раним 70-их година прошлог века, као алтернатива за програм F-14 Томкет, за који се, у то време, сматрало да је технолошки ризичан. Концептиран је да он носи ракете Феникс као и Томкет. Предлог је обухватао и расклапање крила, ојачање стајних органа и поставку куке на репни део за качење еластичног ужета.

#### F-15E Страјк игл
F-15E Страјк игл је двосед, пројектован је 1980. године, за велике долете, велике брзине лета, за самостално дејство без ослањања на пратње или подршку специјалних авиона за електронско ратовање и за ударна дејства у свима временским условима, дању и ноћу. Произведено је од 1985. до 2001. године, 237 примерака. Првенствено је намењен за Америчко ратно ваздухопловство. Развијен је из основног стандарда F-15 Игл, а из њега је произашла варијанта једноседа F-15F Страјк игл.

#### F-15J/DJ
ловац, једносед/двосед (на бази стандарда F-15C/D, намењен за постизање премоћи у ваздушном простору, у свим временским условима, дању и ноћу, за потребе Јапанског ваздухопловства. Двосед, поред борбене намене има и задатке преобуке и обуке. Јапанска фирма Мицубиши, по лиценци, произвела је 139 примјерака једноседа и 25 двоседа, од 1981. до 1997. године, док су два примерка једноседа и дванаест двоседа, произведена у америци. Стандард авиона F-15J/DJ је једино скромнији у домену система за електронско ратовање од америчког стандарда F-15C/D.

### Авиони F-15лабораторије

#### F-15 Стрик илг
Један олакшани и необојени F-15А, оборио је осам светских рекорда у брзини пењања, од 16. јануара до 1. фебруара 1975. године, обележен је F-15 Стрик илг. Затим је предат у амерички војни музеј, у децембру 1980. године.

#### F-15S/MTD
је експериментални програм, намењен за испитивање допунских решења у НАСА. На тој варијанти, почео је рад у октобру 1984. године, са циљем развоја авиона са значајно повећаном покретљивошћу и са повећаним могућностима на малим брзинама лета (STOL). За овај развој, изабран је један авион F-15B, као платформа за модификације и за експериментисање. То је био широки захват и између осталог обухватио и испитивање ефекта „канара“, нових система електричних команди лета и дводимензионалног система за управљање са вектором потиска. Први лет је обављен 7. септембра 1988. године. Поред, знатно побољшане управљивости, смањена је стаза полетања за 25%, слетање је такође побољшано, чак је стаза смањена за око 80%. Програм је завршен у августу 1991. године, сви жељени циљеви су постигнути. Авион је после пет година, као део програма активног управљања (види доле), поново активиран са испитивањем ефеката разних других модификација, до 2005. године.

#### F-15 AKTIV
је у функцији експерименталног истраживања технологија активног управљања са изменом конфигурације авиона (енгл. Advanced Control Technology for Integrated Vehicles). Ова испитивања, такође је изводила НАСА у циљу доказа модификација, закључака и програма из F-15S/MTD (види горе). Замењене су дводимензионалне млазнице, за управљање са вектором потиска, са тродимензионалним, које су могле да скрећу издувне гасове до 20°, у свима правцима. Унапређен је мотор F100, интегрисане су нове дигиталне електричне команде лета, замењен је „канард“ и уведен је ефикаснији рачунарски систем. Кабина је опремљена електроником и инструментима са варијанте F-15Е, за канард је усвојен хоризонтални стабилизатор са F/A-18 Хорнет. Резултати испитивања, коришћени су у каснијим модерним пројектима борбених авиона и напредних система команди лета.
Програм је трајао од 1996. до 1998. године. Авион је и после коришћен у програму „Интелигентни систем команди лета“, F-15 IFCS.

#### F-15 IFCS
Авион F-15B, који је више пута модификован за потребе испитивања у НАСА, обновљен је након пројекта F-15 AKTIV. Његова нова улога била је испитивање интелигентног система команди лета (енгл. Intelligent Flight Control System), коме је помоћу неуронске мреже повећана отпорност на грешке и коме су вишеструко повећане перформансе. Добијени резултати за мрежу биће адаптирани за процес учења и опште примене, независно од типа авиона.
У првој фази, која је спроведена у 1999. године, неуронске мреже су испитане на основу података за програм F-15S/MTD и испитивања у аеротунелима и за употребу за двосед F-15B. У 2003. години, овај авион је летео са системом неуронске мреже. Трећа и последња фаза је спроведена у 2005. године. Овде су неуронске мреже, које су назване „сигма пи“, проверене на првом свеобухватном управљању са летом. Ове, мреже могу самостално обављати поправке одступања од жељеног.

#### F-15 MANX
Варијанта F-15 MANX позната и као F-15XX, била је замишљена као „невидљива“ верзија F-15E и његова јефтинија алтернатива „напредног тактичког ловца“. За њу је требало применити систем управљања са вектором потиска, од резултата активног програма, при чему би се избацио вертикални реп и крмило. Желела се остварити стабилизација и управљање по правцу са вектором потиска и тако постићи велика агилност, са смањеном масом и отпором авиона. Ова концепција никада није реализована.

#### F-15 Флајт рисерч фасилити
Два F-15А авиона, из производње у 1976. године, додељени су институцији НАСА за истраживање ефеката нових технологија, као што су: високо интегрисано дигитално електронско управљање, адаптивни систем за управљање са мотором, само-поправке и само-дијагностика команди лета и контрола погонског система авиона.

#### F-15B Рисерч тестбед
Произведен у 1993. години, један авион F-15B модификован је и предат институцији НАСА, на експериментална истраживања у лету.

## Производња
Произведено је већи број прототипова, модификација и серијских стандарда, за усвојене варијанте. У следећој табели је дат преглед према доступном извору.
| Варијанта |     |    |     |    |     | {\displaystyle \sum } |
| Број      | 384 | 61 | 482 | 93 | 215 | 1 235                 |

## Оперативна употреба
Званична оперативна употреба авиона F-15 игл, почела је у јануару 1976. године. F-15 игл и од тада држи један од најзначајнијих рекорда, да ни један авион из те породице није страдао у борби ваздух-ваздух, док су они оборили 104 противничка ваздухоплова. Половина од тога се односи на ефекат израелског ваздухопловства, са употребом F-15 игла.

### Израелско ваздухопловство
Прву борбену победу F-15 остварио је у дејству израелског ваздухопловства, са пилотом Мошом Мелником у 1979. године. У току израелског напада на палестинско седиште у Либану. Тада је F-15А оборио 13 сиријских авиона МиГ-21 и два МиГ-25, тако се авион F-15 потврдио да је добро пројектован као „убица“.
У F-15 су оборили:
| Тип авиона | Тип авиона         | МиГ-21 | МиГ-23 | МиГ-25 | SA 342 Газела | {\displaystyle \sum _{1979.}^{1981.}} |
| Број       | Пилот Мошо Мелнико | 13     | —      | 2      | —             | 56                                    |
| Број       | Остали пилоти      | 23     | 17     | —      | 1             | 56                                    |

Израелски F-15, су са слепљеним резервоарима горива били у пратњи авионима F-16 фајтинг фалкон, у операцији Опера, 7. јуна 1981. године, у којој је бомбардован недовршени нуклеарни реактор у Осираку, поред Багдада, чиме је уништен програм развоја нуклеарног оружја под вођством режима Садама Хусеина.
Сматра се да је израелско ваздухопловство најмање уништило 56 арапских летелица са F-15, у рату на Блиском истоку.

### Америчко ратно ваздухопловство
Америчко ратно ваздухопловство користило је F-15 у Заливском рату 1991. године, са значајним успјехом. F-15, углавном се користио у ноћним мисијама у потрази за ракетним положајима балистичких ракета Р-11 (енгл. Scud) и артиљеријским системима.
Према извјештајима америчког ваздухопловства, F-15 је оборио 34 ирачка авиона, углавном са ракетама.
Након што је успостављена превласт у ваздушном простору, сва следећа обарања, догодила су се у току прелета ирачких авиона на територију Ирана. Два F-15 су оборена са грешком и са властитим дејством земља-ваздух. Један је тешко оштећен приликом напада на ирачки ракетни положај, 1994. године. Један F-15 је грешком оборио два америчка УХ-60 Блек Хавк хеликоптера, изнад Ирака, јер их је пилот заменио за ирачке Ми-24 хеликоптере. Амерички авиони F-15C игл, оборили су 4 југославенска авиона МиГ-29 током НАТО бомбардовања СРЈ, 1999. године.
| Тип  | МиГ-29 | МиГ-25 | МиГ-23 | МиГ-21 | Су-25 | Су-22 | Су-7 | Мираж F1 | Ил-76 | Пилатус | Ми-8 | {\displaystyle \sum } |
| Број | 5      | 2      | 8      | 2      | 2     | 4     | 1    | 6        | 1     | 1       | 2    | 34                    |

#### Обарање сателита
У периоду од 1984. до 1986. године, авион F-15 се користио као платформа за лансирање пет пројектила за уништавање ислужених сателита. F-15 би повећао брзину лета, до еквивалента Маховог броја 1,22, на висини од 11,6 km, при углу пропињања од 65°, након чега би лансирао пројектил. Трећи задатак, укључивао је успешно уништавање комуникационог сателита, на висини од 555 km. Разлог лансирања пројектила са авиона је у томе, што код Совјетског Савеза такав метод није изазивао никакво ново допунско неповерење, а са друге стране технички ефекат је повећан зато што пројектил добија велику почетну брзину, у тренутку лансирања, изједначену са брзином авиона. Овај програм је званично завршен 1988. године.

### Саудијско ваздухопловство
Саудијска ваздухопловство поседује F-15C, које су користили током граничних сукоба са Ираном 1984. године. Тада су оборили без губитака, два иранска F-4Е Фантома, у јуну 1984. године, без својих губитака. Током првог Заливског рата су два F-15C уништили два ирачка Миража F1ЕК, који су напали америчке бродове са ракетама Екосет.

## Удеси авиона F-15 игл
- Амерички F-15 срушио се 12. септембра 1981. године, у току извођења програма на аеро-митингу у Холандији. Пилот се није катапултирао, али је преживео удес. Авион је био нов, тек је имао 15 часова укупног налета.
- Током симулације блиске ваздушне борбе, израелски F-15D се сударио са авионом А-4 Скајхок, 1. маја 1983. године. Том приликом F-15 је тешко оштећен, остао је без десног полукрила. Пилот је успео да са командама лета уравнотежи, тако тешко оштећени авион, и да са њим слети. F-15 је „преживео“ овај удес у ваздуху, захваљујући узгону другог полукрила и трупа авиона и довољној ефикасности команди лета. Пошто му је у оштећењу далеко више смањена ефективна површина крила од масе откинутих делова авиона, скоро му је било двоструко веће специфично оптерећење крила, од уобичајеног, при слетању, те је због тога слетео са далеко већом брзином. Скоро двоструко већом од уобичајене. Авион се успео зауставити на самом крају полетно слетне стазе на аеродрому. Пилот је после изјавио, да би се сигурно катапултирао да је знао шта се стварно догодило са авионом.[8][31]
- На Северном мору је избио пожар на мотору авиона F-15, 25. априла 1990. године. Као резултат тога, погинуо је пилот, у избегавању судара са платформом за експлоатацију нафте на мору.
- Током Заливског рата, 1991. године, F-15 је грешком оборио два своја F-15E Страјк игл.
- При лету, 22. новембра 1995. године, два јапанска F-15Ј на јапанском мору, изненада се активирала ракета AIM-9L Сајдвиндер, пилот се катапултирао и преживео је.
- Грешком контроле лета, 26. марта 2001. године, пала су два америчка F-15C изнад Шкотске, пилоти су изгубили животе.[32][33]
- срушио се изнад Мексичког залива, 30. априла 2002. године. Пробни пилот мајор Џејмс Дурици је погинуо након што се катапултирао на брзини, еквивалента Маховог броја од 1,97. Узрок удеса је био одвајање нападне ивице на вертикалном стабилизатору, услед замора материјала.[34]
- Јужно Корејски авион F-15К, срушио се током обуке у ноћном лету. Узрок није никада до краја транспарентно објашњен.

- , из оквира националне гарде у Илиноису, срушио се 30. маја 2007. године. Пилот је у последњем моменту активирао седишта, али је преживео удес.[35]
- Приликом вежбе, 2. новембар 2007. године, распао се у лету F-15C, стар 27 година. Лом се десио непосредно иза кабине, где је попустила структура трупа. Пилот, мајор Степхен Стилвел је катапултирао избациво седиште и преживео је удес, али са озбиљним повредама. Закључено је као разлог удеса, да је била недовољна крутост и чврстоћа горњег појаса кабинског дела трупа. Повећане су димензије горњих уздужника са 19 на 23 mm. Ова модификација је сукцесивно спроведена на ремонтним радовима на свима варијантама авиона, широм света, на укупно 1 100 F-15, пошто је претходно свима забрањено летење. Преглед је показао на 191 авиону појаву прскотина и они су повучени из употребе Сви остали авиони су 8. јануара 2008. поново проглашени за оперативним. За 182 авиона прописано је праћење понашања структуре, 15. фебруара 2008. године, са скраћеним временским интервалима одржавања. За преостале авиона допунски је ограничена анвелопа лета, максимална брзина је смањена за обуку и вежбе са номиналне, изражене преко еквивалента Маховог броја 2,5 на 1,5, а максимално убрзање остало је исто. Сви ремонтовани и модификовани авиони су враћени на експлоатацију пројектне анвелопе лета. Овај проблем је изазвао слабљење борбене готовости у многим ваздухопловствима, у којима су били главни ослонац авиони F-15, изузев модернијег F-15E Страјк игл. Тада је заштиту Аљаске привремено преузело Канадско ваздухопловство.[35][36][37][34]
- У оквиру акробатске групе „Ред Флаг“ у току маневра срушио се F-15D 30. јула 2008. године, у Невади, у насељеном простору. Оба члана посаде катапултирана су, али је пилот касније преминуо од задобијених повреда. Међу цивилним становништвом није било повређених.[38]
- Два  игл сударили су се, 20. фебруарa 2008. године. Један пилот је погинуо а други је остао жив. Узрок овога удеса је био недостатак комуникација између два пилота. Закључено је да нису координирали маневрисање у току групног лета.[39]

## Перспектива
постепено замењује F-22 Раптор, док ће F-15E још дуже време остати у употреби због његових, тренутно, респективних могућности. Америчко ратно ваздухопловство је 2006. године најавило да ће модернизовати 178 F-15C са новим радарима и са осталом опремом. Задржаће се 178 авиона F-15C и 224 F-15E у оперативној употреби и дуже од 2025. године.

## Корисници
| F-15A  | 373 | САД, Америчко ратно ваздухопловство, једноседи (укључујући и 18 YF-15A) | Земље у којима се користи само F-15 игл. Земље у којима се користи само F-15E Страјк игл. Земље које користе авионе F-15 игл и F-15E Страјк игл. |       | | | | |
| F-15B  | 59  | САД, Америчко ратно ваздухопловство, двоседи (укључујући и 2 TF-15A)    | Земље у којима се користи само F-15 игл. Земље у којима се користи само F-15E Страјк игл. Земље које користе авионе F-15 игл и F-15E Страјк игл. |       | | | | |
| F-15C  | 408 | САД, Америчко ратно ваздухопловство модификовани једноседи              | Земље у којима се користи само F-15 игл. Земље у којима се користи само F-15E Страјк игл. Земље које користе авионе F-15 игл и F-15E Страјк игл. |       | | | | |
| F-15D  | 62  | САД, Америчко ратно ваздухопловство модификовани двоседи                | Земље у којима се користи само F-15 игл. Земље у којима се користи само F-15E Страјк игл. Земље које користе авионе F-15 игл и F-15E Страјк игл. |       | | | | |
| F-15C  | 18  | Израел, нови                                                            | Земље у којима се користи само F-15 игл. Земље у којима се користи само F-15E Страјк игл. Земље које користе авионе F-15 игл и F-15E Страјк игл. |       | | | | |
| F-15D  | 13  | Израел, нови                                                            | Земље у којима се користи само F-15 игл. Земље у којима се користи само F-15E Страјк игл. Земље које користе авионе F-15 игл и F-15E Страјк игл. |       | | | | |
| F-15C  | 55  | Саудијска Арабија, нови                                                 | Земље у којима се користи само F-15 игл. Земље у којима се користи само F-15E Страјк игл. Земље које користе авионе F-15 игл и F-15E Страјк игл. |       | | | | |
| F-15D  | 19  | Саудијска Арабија, нови                                                 | Земље у којима се користи само F-15 игл. Земље у којима се користи само F-15E Страјк игл. Земље које користе авионе F-15 игл и F-15E Страјк игл. |       | | | | |
| F-15J  | 203 | Јапан за Јапан, по лиценци                                              | Земље у којима се користи само F-15 игл. Земље у којима се користи само F-15E Страјк игл. Земље које користе авионе F-15 игл и F-15E Страјк игл. |       | | | | |
| F-15DJ | 20  | Japan за Јапан, по лиценци                                              | Земље у којима се користи само F-15 игл. Земље у којима се користи само F-15E Страјк игл. Земље које користе авионе F-15 игл и F-15E Страјк игл. |       | | | | |
| F-15К  |     | Јужна Кореја                                                            | {\displaystyle \sum } F-15 Игл | 1 230 | Сви укупно, без F-15E Страјк игл. Сматра се да је укупно, из целе породице F-15, у употреби 1 630 авиона. | Сви укупно, без F-15E Страјк игл. Сматра се да је укупно, из целе породице F-15, у употреби 1 630 авиона. | Сви укупно, без F-15E Страјк игл. Сматра се да је укупно, из целе породице F-15, у употреби 1 630 авиона. | Сви укупно, без F-15E Страјк игл. Сматра се да је укупно, из целе породице F-15, у употреби 1 630 авиона. |

## Карактеристике

### Наоружање
Тактичко технички захтеви и њихова реализација у развоју базичног авиона F-15A/B, довело је до ловца за превласт у ваздушном простору, што му је предодредило ношење ракета ваздух-ваздух AIM-7 Спероу и AIM-9 Сајдвиндер. У споредној улози, ако то ситуација налаже, носи значајне количине бомби и касетне муниције. Међутим, може бити оспособљен да ласерски идентификује и обележи циљеве у ваздушном простору и на тлу. Таква дефиниција и намена су измењени, са даљим развојем у варијанте F-15C/D. На ове варијанте су интегрисане против бродске ракете AGM-84 Харпун и против радарска AGM-88 HARM. Ова средства омогућују дејства на непријатељска пловила и радарске системе, са великих дистанци. Поред тога, замењена је старија AIM-7 Спероу, са новом ракетом AIM-120 AMRAAM, са чиме се повећава борбена ефикасност на дистанци.
- Сви модели имају уграђен Топ 1× M61A1 Вулкан гатлинг, калибра од 20 mm (енгл. M61A2 Vulcan gatling gun) са 940 граната.
- Ракете ваздух-ваздух
  -  Спероу (en:AIM-7 Sparrow)
  -  (en:AIM-120 AMRAAM) (на F-15C/D–E)
  -  Сајдвиндер (en:AIM-9 Sidewinder)

и друга експлозивна, подвесна средства, носе се у разним комбинација за дате варијанте авиона. Делимично је то и илустровано утабели, испод.
- Нумерација тачака вешања оружја, чита, се са лева надесно. Подвесне тачке 1–3/9–11, на F-15А–D налазе се на два велика носача испод крила, а испод трупа су тачке 4/5/7/8, а подвесна тачка 6 је између мотора испод трупа. Подвесне тачке на, F-15Е број 1–3/15–17, су као што су и код F-15А–Д на крилним носачима, централна испод трупа је број 9, а 4–6/12–14 су подвесне тачке на слепљеним резервоарима. Подвесне тачке 8/10 се налази испод уводника ваздуха. Оружне линије обележене са 7. к и 11. к су универзалне, за све пројектиле са инсталацијом за лансирање, а могу се поставити и браве за бомбе. Табела се заснива на три бомбардерске браве (најчешће конфигурације), две од тих брава могу бити замењене са лансером вођених ракета. Тако да су следеће конфигурације: 3 × бомба грозд, грозд + 1 × 1 × ракете лансер или 2 × ракетни лансер. Последња конфигурација је приказано у зеленој боји у табели.
- Сваки • указује на то да постоји одговарајуће фиксно оружје. (•), значи да може бити прикладно употребљено оружје, мада може бити у сукобу са оружјем исте врсте због претеране дужине. • • значи да постоје два крака за смештај истог типа оружја, 4 • предлог комбинације у складу са четвороструким оружјем.
- Ласерски вођене бомбе GBU серије могу заиста да се користе на F-15A–D, када је обезбеђено ласерско обележавање циља.
- У табели се претпостављају модернизовани авиони 15C–E.